# Heinrich Stranner
Heinrich Stranner (Bern, 26 december 1894 - 1970) was een Zwitsers componist en dirigent.
Stranner was dirigent van de Musikgesellschaft Worb, een harmonieorkest in het kanton Bern. Als componist was hij autodidact en schreef hij vooral voor het medium harmonieorkest.

## Composities

### Werken voor harmonieorkest
- Ein Abend am See
- Ennet em Gotthard
- Eulenspiegels Hochzeit
- Strauss-Fragmente
- Waldteufelsweisen